# Libras de Amor
Libras de Amor es el nombre de un programa que desarrollan en conjunto Telecorporación Salvadoreña y FUSAL, que tiene como objetivo principal erradicar la desnutrición infantil; el cual consiste en vender artículos promocionales, en todos los supermercados a nivel nacional, con los cuales recaudan dinero. Libras de Amor busca contribuir a la lucha por superar la pobreza a través de una disminución significativa de la desnutrición entre niños y niñas menores de 5 años, mujeres embarazadas y mujeres lactantes.

## Qué es
Este programa ofrece a los niños de escasos recurso económicos la oportunidad de transformar sus vidas y convertirse en adultos sanos y productivos. Ofrece a las familias la oportunidad de aplicar estilos de vida saludables que aumente el bienestar de todos sus integrantes y ofrece a todos los salvadoreños,  la oportunidad de convertirse en un país luchador, equitativo y humano.
Para atender a las familias bajo la responsabilidad de FUSAL, se han conformado equipos médicos que diariamente se trasladan a diferentes puntos de consulta. Visitan cada comunidad quincenalmente para brindar 5 componentes básicos:

### Servicios Integrales de Salud
Estos se suministran a la familia entera e incluyen:
- Consulta general
- Control de niño sano
- Control de embarazo, parto y puerperio
- Vacunaciones
- Salud sexual y reproductiva

### Consulta Nutricional
Los niños que presentan algún grado de desnutrición son atendidos periódicamente por una nutricionista quien realiza las siguientes actividades:
- Monitorea su peso y talla
- Mide niveles de hemoglobina para detectar la presencia de anemia
- Les da suplementos vitamínicos de acuerdo a sus necesidades

### Seguridad Alimentaria
Las familias reciben un paquete de alimentos cada 15 días. Este contiene alimentos básicos y nutritivos que complementa la dieta de las familias. Consejeras nutricionales capacitan a las familias en cuanto a la preparación de los alimentos para que puedan aprovecharse al máximo. Además, se fomenta entre las familias la crianza de animales comestibles y el cultivo de alimentos nutritivos. 

### Promoción de la salud
A través de diferentes actividades educativas, las personas aprenden como adoptar estilos de vida más saludables. Se abordan temas como saneamiento ambiental, higiene, purificación del agua para consumo humano, correcta disposición de deshechos, etc. 

### Generación de ingresos
Esta es una intervención fundamental del programa que hará sostenibles los avances alcanzados. Junto a la Escuela Superior de Economía y Negocios y las comunidades, promueven un plan de desarrollo local que mejora las habilidades y destrezas de las personas a través de capacitaciones y talleres.

## Campos de Acción
Libras de Amor trabaja en los municipios que presentan mayor riesgo nutricional. 
Inició su labor en el área más afectada del país Ahuachapán, por ser el departamento con mayores niveles de desnutrición infantil. Específicamente, en el municipio de Apaneca. Desde septiembre del 2005 empezó a extenderse a otros municipios, dándole prioridad a los más afectados por la desnutrición.
- En Apaneca atiende a 6,085 personas de los cantones Palo Verde, Saitillal, Tizapa 1, Tizapa 2, Tulapa, Taltapanca, Quezalapa, San Ramoncito y el Albergue de la zona urbana.

- En San Julián ayudan a 7,236 personas de los cantones Achiotal, Chilata, Peña Blanca, Petacas, Bebedero, Agua Shuca y Tierra Colorada.

- En el volcán de Santa Ana apoyan a 6,801 personas de los cantones Potrero Grande Arriba, Calzontes Arriba, Calzontes Abajo, Flor Amarilla Arriba, Flor Amarilla Abajo, Ochupse Arriba, Ochupse Abajo, Potrerillo de la Laguna, Lomas de San Marcelino y Palo de Campana.

En total Libras de Amor atiende a una población de 20,122 personas, lo que se consigue gracias a la colaboración de todas las personas que apoyan esta labor.